# فندق وكازينو هارد روك (لاس فيغاس)
فندق وكازينو هارد روك (بالإنجليزية: Hard Rock Hotel and Casino)‏ كان منتجعًا يقع بالقرب من قطاع لاس فيغاس في باراديس، نيفادا، الولايات المتحدة.